# 고양 원더스 (2011-2014)
고양 원더스(Goyang Wonders)는 경기도 고양시를 연고로 하는 대한민국의 첫 번째 독립 야구단이었다. 신인 드래프트에서 지명받지 못하거나 구단에서 방출된 선수 등 재기를 꿈꾸는 야구 선수들에게 프로구단 입단 도전 기회를 부여할 목적으로 창단되었다. 홈구장은 경기도 고양시 일산서구 대화동에 위치한 고양 국가대표 야구훈련장(고양야구장)이다. 초대 감독은 김성근 감독이 맡았다. 2011년 9월 15일, KBO-고양시와 창단 협약식을 가졌으며, 코칭스태프 선임 작업을 마친 뒤 2012년 1월 40여 명의 선수들을 최종 선발을 마쳤다. 2012년부터 고양 원더스는 국내 프로 2군 팀, 대학팀 등과 경기를 치르고, 국내 프로 야구단의 2군 선수들이 출전하는 퓨처스 리그(Futures League)에 교류 경기로 참여한다.
고양 원더스 구단주인 허민 전 위메프 대표는 네오플을 운영했으며, 서울대학교 야구부 출신으로 버클리 음악대학에서 유학하면서 전설의 너클볼 투수인 필 니크로에게 직접 투구법을 전수받았다는 일화로도 유명하다. 2014년 9월 11일 허민 구단주가 구단을 유지하려던 3년이 되자 해체를 선언하였다.

## 감독
| 이름   | 재임 기간                          | 경기 | 승 | 패 | 무 | 승률  |
| ------ | ---------------------------------- | ---- | -- | -- | -- | ----- |
| 김성근 | 2011년 12월 12일 ~ 2014년 9월 11일 | 176  | 90 | 61 | 25 | 0.596 |

## 역대 외국인 선수
2012년
- 고바야시 료칸 (마무리투수)
- 타일러 럼스덴 (선발투수)
- 센디 레알 (선발투수)
- 랜디 키슬러 (선발투수)

2013년
- 고바야시 료칸 (마무리투수)
- 루이스 곤살레스 (선발투수)
- 디오니 소리아노 (선발투수)
- 오시리스 마토스 (선발투수)

2014년
- 멕시모 넬슨 (선발투수)
- 루이스 곤살레스 (선발투수)
- 디오니 소리아노 (선발투수)
- 오시리스 마토스 (마무리투수)
- 데럴 마데이 (선발투수)
- 로버트 웨이테 (구원투수)

## 프로야구팀 코칭스텝으로 옮긴 원더스 코칭스텝(프런트, 선수 포함)
- 김성근 : 고양 원더스 감독 (2011년~2014년) → 한화 이글스 감독 (2015년~2017년)
- 박철우 : 고양 원더스 타격, 수비코치 (2013년~2014년) → 두산 베어스 타격코치(2015년~현재)
- 이시미네 가즈히코 : 고양 원더스 타격·수비 코치(2014년) → kt 위즈 타격 코치 (2015년)
- 강성인 : 고양 원더스 트레이닝코치 (2013년~2014년) → 한화 이글스 트레이닝 코치 (2015년~현재)
- 홍남일 : 고양 원더스 트레이닝코치 (2013년 ~ 2014년) → 한화 이글스 트레이닝 코치 (2015년~2016년)
- 아베 오사무 : 고양 원더스 타격 코치(2014년) → 한화 이글스 타격 코치 (2015년)
- 김광수 : 고양 원더스 수석코치 (2012년~2014년) → 한화 이글스 수석코치 (2015년~2017년)
- 이정호 : 고양 원더스 프런트 (2012년~2014년) → 한화 이글스 3군 투수코치 (2015년)
- 조청희 : 고양 원더스 투수코치 (2011년~2012년) → 한화 이글스 잔류군 트레이닝코치 (2014년~현재)
- 이상훈 : 고양 원더스 투수코치 (2013년~2014년) → 두산 베어스 투수코치 (2015년) → LG 트윈스 피칭 아카데미 원장 (2016년 ~ 현재)
- 오키 야스시 : 고양 원더스 배터리 코치(2012년~2013년) → kt 위즈 배터리 코치 (2014년~2015년) → 한화 이글스 배터리 코치 (2016년)
- 데럴 마데이 : 고양 원더스 투수 (2014년) → 화성 히어로즈 투수 인스트럭터 코치 (2016년)
- 김수경 : 고양 원더스 투수 (2013년~2014년) → NC 다이노스 스카우트 (2016년~현재)

## 원더스 출신 프로야구 선수
2012년
- 이희성 (투수, 2012년 7월 10일 LG 트윈스 입단)
- 김지성 (내야수, 2017년 3월 31일 KIA 타이거즈 입단)
- 강하승 (외야수, 2012년 8월 24일 KIA 타이거즈 입단, 2013 시즌 종료 후 방출)
- 안태영 (외야수, 2012년 8월 30일 넥센 히어로즈 입단, 2015 시즌 종료 후 방출)
- 홍재용 (내야수, 2012년 9월 7일 두산 베어스 입단)

2013년
- 김건국[1] (투수, 2017년 4월 18일 kt 위즈 입단)
- 이승재 (포수, 2013년 5월 31일 NC 다이노스 입단, 2015년 은퇴하고 NC 다이노스 전력분석관으로 활동 중)
- 윤병호 (외야수, 2013년 5월 31일 NC 다이노스 입단)
- 이원재 (외야수, 2013년 5월 31일 NC 다이노스 입단)
- 송주호 (외야수, 2013년 5월 31일 한화 이글스 입단)
- 김정록 (내야수, 2013년 6월 7일 넥센 히어로즈 입단)
- 김종민 (포수, 2017년 5월 31일 NC 다이노스 입단)
- 오현민 (투수, 2013년 9월 23일 kt 위즈 입단, 2015 시즌 중 웨이버 공시)
- 채선관 (투수, 2013년 9월 23일 kt 위즈 입단)
- 황목치승 (내야수, 2013년 10월 2일 LG 트윈스 입단)
- 오두철 (내야수, 2013년 11월 2일 KIA 타이거즈 입단)
- 여정호 (투수, 2013년 11월 8일 두산 베어스 입단, 2014 시즌 종료 후 방출)

2014년
- 김동호 (투수, 2014년 5월 6일 삼성 라이온즈 입단)
- 김성한 (투수, 2017년 11월 9일 경찰 야구단 입대)
- 최현정 (투수, 2014년 6월 20일 KIA 타이거즈 입단)
- 이용욱 (외야수, 2014년 7월 2일 삼성 라이온즈 입단)
- 김진곤 (외야수, 2014년 7월 24일 kt 위즈 입단)
- 김선민 (내야수, 2014년 9월 22일 kt 위즈 입단)
- 이병용 (외야수, 2014년 9월 22일 롯데 자이언츠 입단)
- 안형권 (내야수, 2014년 9월 22일 롯데 자이언츠 입단)
- 오무열 (내야수, 2014년 9월 22일 넥센 히어로즈 입단, 현재 연천 미라클 소속)

2015년
- 설재훈 (외야수, 2015년 SK 와이번스 입단)
- 김민형 (투수, 2015년 SK 와이번스 입단)
- 채기영 (외야수, 2017년 10월 19일 한화 이글스 입단)
- 정유철 (내야수, 2015년 한화 이글스 입단)
- 신성현 (내야수, 2017년 4월 17일 한화 이글스 입단)
- 신정윤 (투수, 2015년 한화 이글스 입단)
- 정규식 (포수, 2015년 신인 드래프트 LG 트윈스 지명)
- 김지호 (포수, 2015년 NC 다이노스 입단)

## 연도별 성적
| 연도 | 감독   | 순위   | 경기 | 승리 | 무승부 | 패전 | 승률  | 비고 |
| ---- | ------ | ------ | ---- | ---- | ------ | ---- | ----- | ---- |
| 2012 | 김성근 | 교류전 | 48   | 20   | 7      | 21   | 0.488 |      |
| 2013 | 김성근 | 교류전 | 48   | 27   | 6      | 15   | 0.643 |      |
| 2014 | 김성근 | 교류전 | 80   | 43   | 12     | 25   | 0.632 |      |

## 역대 투수진
| 연도 | 1선발  | 2선발    | 3선발    | 4선발  | 5선발  | 마무리   |
| ---- | ------ | -------- | -------- | ------ | ------ | -------- |
| 2012 | 센디   | 키슬러   | 럼스덴   | 이한별 | 임태환 | 고바야시 |
| 2013 | 마토스 | 소리아노 | 곤잘레스 | 김건국 | 오현민 | 고바야시 |
| 2014 | 마데이 | 곤잘레스 | 넬슨     | 김재현 | 김수경 | 마토스   |

## 같이 보기
- 파울볼 (고양 원더스의 창단부터 해체까지를 다룬 다큐영화)
- 2012년 고양 원더스 시즌
- 2013년 고양 원더스 시즌
- 2014년 고양 원더스 시즌